# الحمام (يبعث)

تعديل مصدري - تعديل

الحمام هي إحدى قرى عزلة يبعث بمديرية يبعث التابعة لمحافظة حضرموت، بلغ تعداد سكانها 469 نسمة حسب تعداد اليمن لعام 2004.